# Philippe Méaille
Philippe Méaille (n. 27 aprilie 1973, Enghien-les-Bains⁠(d), Région parisienne, Franța) este un autor francez și colecționar de artă și fondator și președinte al Muzeului de Artă Contemporană - Castelul Montsoreau. În prezent, Méaille deține cea mai mare colecție de lucrări Art & Language din lume.

## Biografie
După ce a absolvit Lycée Vauban în Pontoise, Méaille a fost internat la Universitatea de Descartes din Paris, unde a studiat Farmacie. Méaille și-a început colecția de artă contemporană când a ajuns la Paris ca student.
În 1994, Méaille a început să construiască legături cu artiștii de artă și limbă, inclusiv galeriatul Eric Fabre. Méaille a achiziționat un număr mare de lucrări de la Banca Elvețiană Rothschild în 1996. Aceste lucrări au fost achiziționate de la galeriatul elvețian Bruno Bischofberger, în 1972.
Când aveam 20 sau 21 de ani, am cumpărat o lucrare de Art & Language din 1965 numită Mirror Piece și am instalat-o în apartamentul meu din Paris. După două sau trei zile, m-am simțit trista și proastă, deoarece am înțeles limita impusă dacă aceste lucrări erau păstrate private. Ar fi vorba de o discuție care a fost păstrată în secret. Prin urmare, am simțit responsabilitatea de a face această colecție accesibilă publicului cât mai larg posibil - The Private Museum of the Future, Cristina Bechtler interview with Philippe Méaille, 2016.
În 2000, Méaille și-a instalat colecția în Castelul Bainerie, o fostă tabără de vară din orașul Argenteuil. Colecția lucrărilor Art & Language a fost răspândită pe întreaga suprafață de 50.000 de metri pătrați a castelului. În 2006, Méaille a organizat o expoziție publică cu școala de arte Beaux-Arts din Nantes. În 2011, Méaille a anunțat un împrumut pe termen lung de 800 de lucrări de Art & Language pentru MACBA (Muzeul de Artă Contemporană Barcelona). În 2014, Jill Silverman van Coenegrachts a devenit curatorul colecției Méaille.

## Carieră
În 2014, MACBA a organizat o retrospectivă majoră a grupului Art & Language, care a fost intitulat Art & Language Uncompleted: Colecția Philippe Méaille. Lucrările retrospective conținute au fost împrumutate de Méaille.
În 2015, Méaille a semnat un contract de închiriere de 25 de ani pentru Castelul Montsoreau, un castel situat în valea Loarei. În același an, Méaille a fondat Muzeul de Artă Contemporană - Castelul Montsoreau, unde sunt expuse în permanență aproximativ 80 de lucrări ale colecției sale.
În 2017, Méaille a decis să nu reînnoiască contractul de închiriere cu MACBA și, în schimb, a decis să-și repatrieze întreaga colecție la Muzeul de Artă Contemporană - Castelul Montsoreau. Méaille a declarat că principala cauză a acestei decizii a fost instabilitatea politică din Catalonia. 

## Cărți
- Silverman van Coenegrachts, Jill (2014). Made in Zurich - ediții selectate - 1965-1972 Art & Language. Paris. ISBN 978-3-00-047269-5.
- Guerra, Carles (2014). Art & language uncompleted : Colecția Philippe Méaille. Barcelona: Muzeul de Artă Contemporană Barcelona. p. 264. ISBN 978-84-92505-52-4.
- Matthew Jesse, Jackson (2018). Art & language Realitate (întunecată) Fragmente (Lumina) Colectia Philippe Méaille. Montsoreau: Muzeul de Artă Contemporană - Castelul Montsoreau. p. 176. ISBN 978-2955-791721.
- Chris, Dercon (2018). Muzeul privat al viitorului (The Private Museum of the Future). Zurich: JRP Ringier. p. 214. ISBN 978-3037645208.